# Fiestas de Santa Prisca

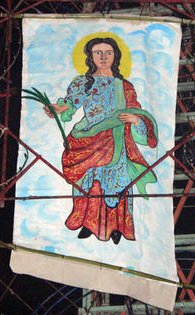
Foto de Santa Prisca durante su festejo del 18 de enero de 2007.

Las Fiestas de Santa Prisca tienen lugar en la ciudad de Taxco, Guerrero con una folclórica celebración el 18 de enero en honor a la Santa Patrona del templo: Santa Prisca junto con San Sebastián el cual se le festeja dos días después, el 20 de enero.
Las fiestas comienzan desde el 17 de enero, día en que se le celebra a San Antonio Abad, en donde se les da santa bendición ecleseástica a los animales en el atrio del Templo de Santa Prisca. Después de dicha bendición, se realizan en el jardín Borda concursos de animales mejor vestidos o disfrazados, un evento organizado por el Centro de Cultura de Taxco y el Instituto Guerrerense de la Cultura. Al otro día 18, se le celebra a Santa Prisca en donde se da el arribo de cientos de peregrinos provenientes de disntitos puntos del estado de Guerrero y del país para concurrirse en el atrio de dicho templo y entonar al amanecer las mañanitas a Santa Prisca. Posteriormente, da comienzo un evento carnaval con juegos pirotécnicos y representación de danzas populares típicas de la región.